# ISO 3166-2:LC
ISO 3166-2:LC è uno standard ISO che definisce i codici geografici delle suddivisioni di Saint Lucia; è un sottogruppo dello standard ISO 3166-2.
I codici, assegnati agli 11 quartieri, sono formati da LC- (sigla ISO 3166-1 alpha-2 dello Stato), seguito da due cifre.

## Codici

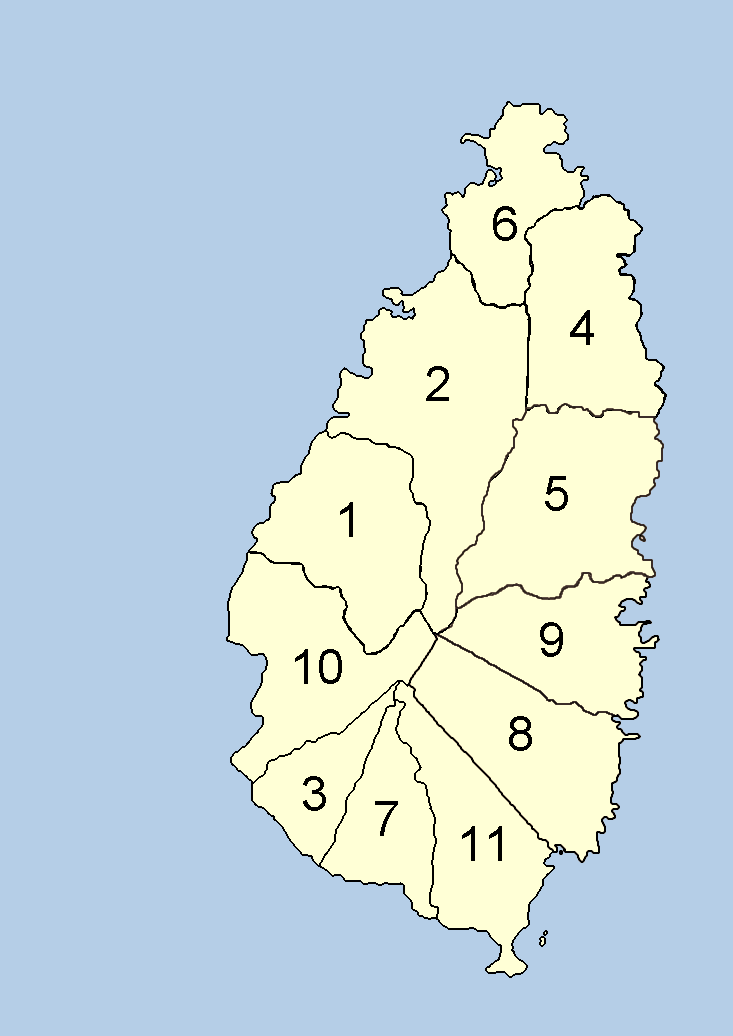
Mappa di Saint Lucia divisa in quartieri, ognuno etichettato col proprio codice ISO 3166-2.

| Codice | Quartiere    |
| ------ | ------------ |
| LC-01  | Anse-la-Raye |
| LC-12  | Canaries     |
| LC-02  | Castries     |
| LC-03  | Choiseul     |
| LC-05  | Dennery      |
| LC-06  | Gros Islet   |
| LC-07  | Laborie      |
| LC-08  | Micoud       |
| LC-10  | Soufrière    |
| LC-11  | Vieux Fort   |